# Jan Konfršt
Jan Konfršt (* 13. září 1944 Praha) je český filozof, vzděláním a původní profesí technik, bývalý životní poradce a autor knih a audioknih s duchovní tematikou. První, vydaná v roce 2003, nese název Život v našich dlaních. Dvě prozatím poslední knihy jsou audioknižní verze románu Poutník : prostorem a časem, vydaná v roce 2024, a kniha Modlitba ve spirále života, vydaná ve stejném roce.

## Život
Jan Konfršt se narodil v roce 1944 do lékárnické rodiny. Po absolvování gymnázia vystudoval Vysokou školu elektrotechnickou v rámci tehdejšího ČVUT (v současnosti Fakulta elektrotechnická ČVUT) a dvacet jedna let pracoval jako výzkumný pracovník ve Výzkumném ústavu textilních strojů v Liberci, svého původního zaměstnání však nedlouho po Sametové revoluci zanechal a změnil způsob obživy – vyučil se nábytkovým truhlářem. Ve stejném období se začal na základě výrazného niterného zážitku (během účasti na sebepoznávacím kurzu Zlatá mysl, který byl veden Čechoaustralanem Milanem Bodákem) intenzivně zabývat sebepoznáním. V roce 1994 se rozhodl dělit s veřejností o své poznatky a zkušenosti na cestě sebepoznání a duchovního přesahu života. 
Z druhého manželství má dva dospělé syny a v současnosti žije se svou třetí ženou Jitkou Konfrštovou.

## Veřejné působení
Jan Konfršt od roku 1994 do roku 2014 veřejně působil na veřejných setkáních, později označených jako Povídání s Janem, kde odpovídal na dotazy duchovního a filozofického charakteru kladené příchozími tazateli. V tomto duchu také poskytoval osobní konzultace. Začátek jeho veřejného působení je spojen s pokračovacími sebepoznávacími kurzy tvz. Modré Alfy, které byly založeny a vedeny Ing. Petrem Velechovským, bývalým profesním kolegou Jana Konfršta, kde v rámci panelových diskusí s vedoucími kurzu byl Jan Konfršt jimi poprvé veřejně představen zúčastněným a vedl se zúčastněnými debatu formou otázka a odpověď. Analogické debaty s Janem Konfrštem také probíhaly na jógových soustředěních, řadu let vedených Marcelou Zikešovou (*1947), kterých byl Jan Konfršt také před tím dlouholetým účastníkem. Již od roku 1994 byly tyto veřejné diskuse sporadicky či ne zcela pravidelně zvukově nahrávány na osobní bázi lidmi z řad účastníků nejprve na audiokazety za pomoci diktafonů a v roce 2002 začaly být organizovaně zvukově nahrávány již za pomoci digitální techniky (od r. 2002 tak jsou zvukové záznamy z povídání s Janem k dispozici ke koupi ve formě (CD/)DVD/na flash disku se zvukovými soubory ve formátu MP3). V roce 2003 publikoval Jan Konfršt svou první knihu Život v našich dlaních.
Několikrát byl pozván do vysílacích relací Českého rozhlasu (Český rozhlas 6, Český rozhlas Pardubice, Český rozhlas Dvojka), zúčastnil se jako jeden z přednášejících dvou ročníků České Konference (kde například na žádost pořadatelů vystoupil a četl své texty o myšlenkách Jana Ámose Komenského), byl pozván do podcastu S Komenským u mikrofonu Národního pedagogického muzea a knihovny J. A. Komenského. Přispěl svými články, případně byl aktérem rozhovorů či videorozhovorů pro některé časopisy, internetové servery, platformy a magazíny (např.: Magazín Aktuálně.cz, Rodiče, Phoenix, Záhady života, Celostní medicína, Meduňka, Inovace republiky nebo Zákony Bohatství).
Opakovaně doplnil letní fotografické výstavy svého dlouholetého přítele, kybernetika a fotografa Miroslava Zámečníka (*1953) o své texty (např. v letech 2011, 2013, 2016 a 2019), které probíhaly v podzemí kostela a případně také v bývalé konírně hradu Rabí. K těmto výstavám byly tištěny také brožury.
Zaslal dva otevřené dopisy senátorům Senátu Parlamentu ČR (které zveřejnil také na svém webu a následně ve své knize Úvahy o životě II). Jeden ohledně jeho nesouhlasu s průběhem poslední nepřímé volby prezidenta České republiky v roce 2008, kdy byl za zjevně nedůstojných a podivných okolností zvolen Václav Klaus, druhý dopis senátorům se týkal nesouhlasu se zákonným omezením práce investigativních novinářů a tím svobody slova. V roce 2010 vydal v předstihu u příležitosti voleb do poslanecké sněmovny malou knihu Vlastenectví, kde vyjadřuje svůj pohled na stát a provázanost všech jeho občanů na a při jeho chodu. Po státním pohřbu bývalého prezidenta Václava Havla v prosinci 2011 napsal otevřený dopis prezidentu České republiky Václavu Klausovi ohledně jeho promluvy při této příležitosti, která byla podle Jana Konfršta neupřímná ohledně Václavem Klausem nevyznávaných, přesto v proslovu vzývaných, životních hodnot a vyzval prezidenta Klause k symbolické omluvě zesnulému Václavu Havlovi.
| „                                  | Tato republika, naše země, již není demokratická pouze názvem! Už nežijeme v područí nikoho! Opravdu můžeme být naše! Opravdu se zde můžeme cítit jako doma! Opravdu bychom mohli být na svou zem hrdi! Opravdu už bychom mohli být rovnoprávnými, tělem i duší, svobodnými občany! (...) Platnou se tato možnost může stát teprve tehdy, až si uvědomíme, že heslo ,,kdo nekrade, okrádá rodinu", má již patřit na smetiště dějin. | “ |
| — Jan Konfršt v knize Vlastenectví | |   |

V kampani před historicky první přímou prezidentskou volbou v ČR podpořil veřejně kandidaturu Taťany (Táňi) Fischerové (1947-2019), již doprovodil na některých předvolebních setkáních s občany svou promluvou (např. ve Strakonicích), zúčastnil se rozšířeného republikového předvolebního štábu T. Fischerové v Praze na Novotného lávce a také T. Fischerovou přesvědčoval o nutnosti aktivněji vybírat na podporu její prezidentské kampaně finanční prostředky, na níž sám také se svou ženou Jitkou přispěl. V roce 2014 veřejně podpořil kandidaturu vinaře a předsedy Hnutí Dobrých Proměn Stanislava Rudolfského do Senátu. Také vyzval na setkání České konference, aby se transformovala z veřejného fóra v politickou sílu, k čemuž nedošlo. V roce 2016 vystoupil s Táňou Fischerovou při setkání v cyklu Vícehlasy strakonické knihovny.
Při svých veřejných aktivitách a ve svých knihách se dotýká mimo jiné i netradičního pohledu na učení a život historického Ježíše z Nazareta. Informace tohoto druhu lze nalézt v koncentrované podobě formou úvah v jeho knize Co když to bylo tak... Přemýšlejme, a ve formě románového zpracování v knize Poutník s podtitulem prostorem a časem. K tomuto tématu sepsal i vlastní český překlad aramejského originálu známé modlitby Otčenáš, tzv. Aramejského Otčenáše. Tato autorova aktivita pokračovala v roce 2015 vydáním audioknihy s názvem Modlitba srdcem, kde text J. Konfršta čte český herec, moderátor a recitátor Alfred Strejček, a která je doprovozena hudbou Jana Valtera – českého hudebníka a skladatele. Toto tvůrčí trio postupně představilo ještě další dvě díla, audioknihu Modlitba za Ježíše (2017), a závěrečný díl této trilogie, který nese název Modlitba za Boha (2017). Všechny tři díly této trilogie vyšly nejprve jako fyzické CD nosiče v kombinaci tištěným textem v rozšířeném obalu CD (bookletu), později digitální formou určenou pro prodej přes internetové stránky autora. V prosinci roku 2024 dostala série modliteb také plně knižní podobu v knize Modlitba ve spirále života, kde byla rozšířena o modlitbu další, Modlitbu za Člověka.
V květnu roku 2020 byl vydán román Jana Konfršta s názvem Poutník : prostorem a časem, ve kterém autorovi netradičním způsobem převypráví životní příběh Ježíše z Nazareta a jeho staršího bratra Jakuba během jedné jediné noci nečekaný společník, David, se kterým se Jan v knize setká při jedné ze svých toulek v horách. K jeho vydání bylo také vytvořeno promo video knihy Poutník, z dílny Jana Valtera.
Kniha Poutník byla slavnostně představena, vzhledem k obecně známé situaci jara 2020, až 3. července 2020 na setkání v sanatoriu Šarlota v Prosečnici. Toto místo bylo Janem zvoleno z důvodu, aby mohl být přítomen představení knihy i jeho přítel Alfred Strejček, který se zde toho času zotavoval ze své paralyzující nemoci. Druhé veřejné setkání nad knihou Poutník proběhlo v Marčovicích u manželů Dosoudilových dne 25. 7. 2020. V prosinci roku 2024 byla uvedena kniha Poutník i jako audiokniha, která byla v profesionálním audiostudiu namluvena autorem, Janem Konfrštem, a ke které složil hudbu a o další zvukové efekty doplnil skladatel Jan Valter. Audiokniha Poutník byla vydána v prosinci 2024 nejprve formou speciální sběratelské edice ve fyzickém vydání v samotným autorem vyrobené schránce ve tvaru připomínající knihu a s fyzickým nosičem dat audioknihy, USB flash diskem, v počtu 99 kusů. Následně byla nabídnuta možnost koupě audioknihy Poutník na dalších fyzických nosičích a také v digitální podobě přes internetové stránky autora.  
Jan Konfršt mimo to např. také spolupracoval s MUDr. Janem Hnízdilem na projektu vytvoření zdravotnického a vzdělávacího centra celostní a psychosomatické medicíny s názvem Hnízdo zdraví. Zde se např. zúčastnil jako jeden ze tří hlavních aktérů veřejné debaty Hovory z hnízda s MUDr. Janem Hnízdilem a Janem Mühlfeitem – vrcholným českým manažerem, globálním stratégem a později koučem rozvoje lidského potenciálu. Mühlfeit také přizval J. Konfršta na jednu svou přednášku pro studenty VŠE, což posléze kvitovala i prof. Vladimíra Dvořáková ze stejné univerzity.[zdroj?] Rozhovor s Janem Konfrštem je obsažen také v knize Jana Hnízdila, ve které dílčí rozhovory vedla Klára Mandausová, Příběhy obyčejného uzdravení.
V létě roku 2021 poskytl rozhovor redakci webu celostnimedicina.cz, který byl zveřejněn pod titulkem „Pochopit spravedlnost a smysl života nelze bez přijetí reinkarnace,“ říká Jan Konfršt. Podle něj o tzv. pandemii nemáme pravdivé informace.
V srpnu 2021 se Jan Konfršt začal veřejně vyjadřovat písemnou formou k probíhající situaci ohledně Covidu-19 a v průběhu srpna 2021 až července 2023 rozeslal postupně 19 textů zamyšlení, která jasně popisují jeho pohled na věc. Šest z těchto textů (1.- 6.) bylo zveřejněno na blogu MUDr. Jana Hnízdila na Aktuálně.cz, než šéfredaktor Aktuálně.cz doktoru Hnízdilovi ukončil blog z důvodů údajného nedostatečného ověřování informací; shodou okolností bylo šesté zamyšlení Jana Konfršta s názvem O síle hlasu mlčící většiny tím posledním příspěvkem, který na blogu Jana Hnízdila vyšel. Po přesunu a obnovení blogu doktora Hnízdila na portálu Echo24.cz, ke kterému došlo v prosinci 2021, zde postupně došlo ke zveřejnění v pořadí 9. a 10. zamyšlení Jana Konfršta. V pořadí 7. a 8. zamyšlení byly v mezidobí šířeny přavážně jinými cestami (neobjevily se na blogu doktora Hnízdila), rozeslány byly autorem mezi přátele a jimi šířeny různými cestami dále; nesly názvy Bez vytrvalého hledání souvislostí se pravdy nedobereme (7.) a Měřme čas svou tvořivostí (8.). V 13. června 2022 autor zveřejnil své 11. zamyšlení pod názvem Zamyšlení v čase mezi, kde se vyjadřuje k pokračující tendenci vládních představitelů v předesílání zpráv o předpokládané podzimní vlně Covidu-19, opatřeních a dalšího pokračování propagace vakcinace proti této nemoci a k společenským a duchovním nebezpečím, které to skýtá. Dvanácté zamyšlení z 1. září 2022 nese název Zamyšlení, vyznání, apel… Meditace o mateřštině. V následujících měsících přibylo ještě několik dalších zamyšlení na závažná aktuální společenská témata. 
V prosinci roku 2023 vyšla kniha Nikdy se nepřestaňme ptát, která obsahuje těchto nakonec celkem 20 veřejných zamyšlení (esejů) Jana Konfršta z let 2021 až 2023. Jejími kmotry se na jejím křtu v Prosečnici stali Robin Čumpelík a Emil Svátek.. Jednu z esejí z knihy, Meditaci o mateřštině, načetl v r. 2025 Alfred Strejček a vyšla samostatně jako audio CD.
V březnu r. 2025 se J. Konfršt znovu začal písemně vyjadřovat k aktuálnímu dění, konkrétně v zamyšlení s názvem Cena za zkušenost, kde se vrací jak k reflexi postojů veřejné moci i občanů za doby covidu-19, tak k dalším širším společenským otázkám na národní úrovni i k mezinárodním a globálním otázkám (situace v USA, na úrovni EU). Vyjádřil se zde také ke konfliktu na Ukrajině. Následovala další dvě zamyšlení, a to Naslouchejme si a Rozhodnutí, zveřejněná na platformě Inovace Republiky.

## Slovo psané
Jan Konfršt je autorem osmi, respektive devíti knih a čtyř audioknih, z nichž první s názvem Život v našich dlaních, jejímž spoluautorem je Dr.-Ing. Martin Dosoudil (1940-2021), který mu v ní kladl otázky, byla publikována v roce 2003. Dvě prozatím poslední knihy jsou audioknižní verze románu Poutník : prostorem a časem, vydaná v roce 2024, a kniha Modlitba ve spirále života, vydaná ve stejném roce. Je také autorem čtyř audioknih, z nichž tři nesou ve svých názvech slovo „modlitba“. Tyto audioknihy obsahují v pevném obalu nosiče jak úvodní texty na stranách (součást bookletu), tak na nosiči (CD) samotnou audioknihu. Tyto tři audioknihy načetl Alfred Strejček a průvodní hudbu složil skladatel Jan Valter. V prosinci roku 2024 byl představen také román Poutník jako audiokniha, která byla v profesionálním audiostudiu namluvena autorem, Janem Konfrštem, a ke které složil hudbu a o další zvukové efekty doplnil opět skladatel Jan Valter.
V roce 2009 vyšel první překlad některé knihy Jana Konfršta. Jednalo se o německý překlad jeho první knihy Život v našich dlaních s podtitulem Povídání s Janem, tedy Das Leben in unseren Händen: Gespräche mit Jan. Překladatelem jí byl Janův dlouholetý přítel Jiří Čeček. Kniha Co když to bylo tak... Přemýšlejme obsahuje v závěru několikastránkový Souhrn knihy napsaný M. Dosoudilem, který byl pro vydání knihy přeložen do pěti jazyků, a to do angličtiny, italštiny, polštiny, do francouzštiny (z němčiny) a do němčiny. Na překladech tohoto Souhrnu se podílelo celkem sedm překladatelů.
Ve svých knihách se J. Konfršt zaměřuje na duchovní témata ve spojitosti s běžným životem, např. na zákon příčiny a následku, karmy a kauzality, na provázanost způsobu myšlení a zdravotního stavu, na vztahové záležitosti mezi partnery a dalšími členy rodiny, na etické otázky dnešní vědy a medicíny, atd. Dalším okruhem témat, jimiž se autor zabývá, avšak v podstatě je nikdy neodděluje od ostatních, jsou otázky filozofické a kosmologické. Jeho výklad vývoje a fungování vesmíru (nejen toho našeho) respektuje aktuální stav vědeckého poznání s tím, že jej doplňuje o teoretický výklad širších souvislostí, a o teorii, že myšlenka, respektive tzv. „energie myšlenky“, je nejjemnější, nejsubtilnější formou hmoty – nejmenší částicí, která je pro současnou vědu stále neměřitelná, ale nad hmotou hrubší – tj. atomovou a dalšími druhy hmoty dnešními prostředky přímo detekovatelnými (viz subatomární částice), ve vesmíru převažuje, a to výrazně. Autor popisuje (např. v knize Život v našich dlaních), mimo jiné, existenci možnosti myšlenky nejen vysílat (myslet), ale také zpětně přijímat, s tím, že energie myšlenky je reálným fyzikálním záznamem, který ve vesmíru trvale přetrvává, to jest jak za života jedince, tak po jeho smrti, a jedinec schopný se na energii myšlenky naladit ji může zpětně sejmout, vnímat a zpětně naprosto přesně interpretovat. Pro souhrn veškerých kdy vyslaných myšlenek všech myslících bytostí Jan Konfršt používá slovo Vědomí (s velkým „V“). V tomto světle také vykládá vznik a vývoj inteligentního života, podstatu reinkarnace, záležitosti celého lidstva, a odvozuje obecné zákonitosti pro spokojený a naplněný život jak jednotlivce, tak i společnosti. Univerzální souhrn veškeré myšlenkové energie, Vědomí, je pro něj synonymem slova „Bůh“, kterého definuje jednak technicky výše uvedeným způsobem, jednak tento fenomén definuje například jako energii, pramen našeho života, či jako základní stavební kámen naší existence.
Na mnoha místech svých knih se autor zabývá rolí víry v našem životě a porovnává osobní niternou spiritualitu a organizovaná náboženství.
Zdůrazňuje též praktickou důležitost schopnosti zklidnit mysl, meditace, důležitost hmotného světa a těla pro duchovní vývoj, zdravého pohybu, tělesné a duševní hygieny, zdravé stravy, atd.
V roce 2011 vyšla kniha Vyprávění o Banátu, která vzešla z autorovy opakované návštěvy Rumunska, konkrétně oblasti Banátu v roce 2010, kde dodnes žijí potomci české komunity, která kolonizovala část tohoto území na počátku 19. století. Jan Konfršt v této knize však není přímo autorem; je tím, kdo zaznamenal vyprávění tamního pamětníka a zároveň osobitého lidového historika české banátské komunity, pana Josefa Kocmana (*1946).
| „             | Vyznávám všednost života ve slovy těžko vyjádřitelné kráse výjimečnosti. Vyznávám výjimečnost života v nekonečné variabilitě jeho všednosti. | “ |
| — Jan Konfršt | |   |

## Dílo
- Život v našich dlaních
- Úvahy o životě
- Úvahy o životě II
- Vlastenectví
- Co když to bylo tak… Přemýšlejme
- Poutník : prostorem a časem
- Nikdy se neprestaňme ptát
- Modlitba ve spirále života

## Audioknihy
- Modlitba srdcem
- Modlitba za Ježíše
- Modlitba za Boha
- Poutník : prostorem a časem (načetl autor, Jan Konfršt, hudba a zvukový podkres: hudební skladatel Jan Valter)
- Meditace o mateřštině (jedna esej z knihy J. Konfršta Nikdy se nepřestaňme ptát, čte Alfred Strejček, 2025, audio CD)

## Z iniciativy autora dále vyšlo
- Vyprávění o Banátu

#### Zvukové záznamy
- Ukázky ze zvukových záznamů veřejných diskusí s Janem Konfrštem : Povídání s Janem (CD);(Zdroj: SoundCloud kanál: Jan Konfršt)